# 斯托尼里弗 (阿拉斯加州)
斯托尼里弗（英語：Stony River）是位於美國阿拉斯加州貝塞爾人口普查區的一個非建制地區和人口普查指定地區。根據2010年美國人口普查，該地共人口86人，而該地的面積約為12.60平方千米。

## 地理
斯托尼里弗的座標為61°47′15″N 156°35′28″W / 61.78750°N 156.59111°W，而該地的平均海拔高度為77米（即249英尺）。